# Cineastik
Cineastik, seltener Cinephilie (französisch Cinéphilie) oder Cineasmus, bezeichnet die leidenschaftliche Liebe zu Kino und Film; ihre Anhänger werden Cineasten bzw. Cinephile genannt. Sie speist sich aus der Rezeption von Film und Kino. Da sich Produktion, Distribution und vor allem Rezeption von Filmen und die Bedeutung von Kino als kulturelle Praxis innerhalb der vergangenen Jahrzehnte gewandelt haben, können historische und aktuelle Ausprägungen unterschieden werden.

## Historische Ausprägung
Als Ausgangspunkt der „klassischen“ Cineastik gilt die Kinobegeisterung im Frankreich der 1950er Jahre: „Die klassische Cinephilie, die die Rezeption des Kinos für die Begeisterten auf Jahrzehnte geprägt hat, liebt[e] den Besuch der Kinemathek, sie liebt[e] die ‚realistische‘ Ontologie des Aufzeichnungsbilds ebenso wie die Anmutungsqualität der chemischen Emulsion, sie liebt[e] die Projektion auf der Leinwand […]“. Es entstand der „Wunsch, über Filme zu schreiben und Vorlieben, Abneigungen sowie Überzeugungen mit anderen auszutauschen, um der eigenen Leidenschaft Ausdruck zu verleihen.“ Filmzeitschriften wurden gegründet, um Ideen zu verbreiten und Leidenschaft zu teilen: 1951 gründeten André Bazin und Jacques Doniol-Valcroze die Cahiers du cinéma, in der unter anderen François Truffaut, Jean-Luc Godard, Jacques Rivette, Luc Moullet, Éric Rohmer und Claude Chabrol veröffentlichten.
In der „modernen“ Phase der 1960er Jahre wechselten viele, die zunächst über Film geschrieben hatten, wie zum Beispiel Godard und Rohmer, selbst in die Regie. In den späten 1960ern und den 1970er Jahren stand die Cineastik im engen Zusammenhang mit der wissenschaftlichen Betrachtung von Film, die sich mit politischen und theoretischen Aspekten des Films auseinandersetzte. Hierzu zählte vor allem die strukturalistisch motivierte Genrekritik der feministischen Filmforschung seit Mitte der 1960er Jahre: „[…] die Liebe zum Kino war nun unter anderen Namen bekannt: Voyeurismus, Fetischismus, und Schaulust.“ Ähnlich der „klassischen“ war die „moderne“ Cinephilie eng mit dem Kino als Institution und dem kinematografischen Dispositiv verbunden: Trägermedium (Film), Vorführgestalt (Projektion) und Rezeption (Kinosaal) waren bis zum Anbruch des digitalen Zeitalters größtenteils determiniert.

## Aktuelle Ausprägung
Die „postmoderne“ Cineastik stellt in der digitalen Medienwelt eine andere Auseinandersetzung mit dem Film dar. Durch die Digitalisierung und das Internet haben sich die materiellen und technischen Möglichkeiten des Films verändert und verschiedenste Formen und Ausprägungen angenommen. Ausdruck dessen ist eine Vielzahl von Trägermedien wie DVD/Blu-ray, Festplatte oder Online-Stream. Auch Technik und Art der Rezeption haben sich differenziert (Kinoprojektion, Fernsehen, Computerbildschirm, Flugzeug-/Busfahrten) sowie die soziale Anordnung der Rezeption (allein, mit Freunden, zu Hause, unterwegs, auf der Terrasse, am Schreibtisch, im Zug). Die Auflösung des reinen Kinodispositivs bindet den Film dadurch nicht mehr ans Kino als Institution; weder an einen bestimmten Ort oder an Vorführzeiten noch an ein spezifisches Trägermedium – und löst dadurch die ursprüngliche Form der Cinephilie auf. Besonders die Rezeption auf individueller und privater Ebene hat dazu geführt, dass die Funktion von Kino als gesellschaftliche Praxis in den Hintergrund gerät. Thomas Elsaesser spricht in Bezug auf die postmoderne Cinephilie jedoch eher von einer Wiedergeburt: „Die Cineastik […] hat sich selbst wiedergeboren und sich dabei ihres Körpers entledigt.“

### Belege
1. ↑  Hans J. Wulff: Cineast/Cineasmus. In: Lexikon der Filmbegriffe, Hrsg. von Hans. J. Wulff und Theo Bender
2. ↑  Ekkehard Knörer: Das Internet als Kino der Zukunft.
3. 1 2 3  Thomas Elsaesser: Cinephilia or the Uses of Disenchantment. Seite 30–41. In: Marijke de Valck, Malte Hagener (Hrsg.): Cinephilia. Movies, Love and Memory. Amsterdam 2005

### Originalzitate
1. ↑  „desire to write about them (films), which in turn required sharing one’s likes, dislikes, and convictions with others, in order to give body to one’s love object […]“
2. ↑  „[…] the love of cinema was now called by a different name: voyeurism, fetishism, and scopophilia.“
3. ↑  „Cinephilia […] has reincarnated itself, by disembodying itself.“